# Felipe Pardiñas
Felipe Pardiñas (Lugo, Galícia, segle XVII) fou un compositor espanyol. Entre les seves inspirades composicions hi figuren cantares gallegos, que el poble entonava amb entusiasme en les romeries i festes religioses. Es dedicà a l'ensenyança amb gran èxit i va escriure notables treballs referents a la música, però tenia un caràcter tant insuportable que es guanyà l'enemistat de tothom que el va tractar. Morí en la misèria i foll.